# Camel (gruppo musicale)
I Camel sono un gruppo britannico rock progressivo formatosi nel 1971. Sebbene originari della città di Guildford, vengono solitamente considerati dalla critica un gruppo della scena di Canterbury, per la loro vicinanza stilistica con i Caravan.

## Storia

### Le origini
Le origini dei Camel risalgono al 1964 quando Andrew Latimer, insieme al fratello Ian, a Richard Over e a Alan Butcher formano una band chiamata "The Phantom Four". Dopo alcuni cambi di nome (Strange Brew, Brew e poi finalmente Camel) ed alcune modifiche alla formazione, il gruppo arriva al 4 dicembre 1971 con la sua formazione classica (Peter Bardens, Andrew Latimer, Andy Ward e Doug Ferguson) a suonare per la prima volta in pubblico al Waltham Forest Technical College come gruppo spalla dei Wishbone Ash.

### Gli anni '70
Nell'agosto del 1972 il gruppo sigla un accordo con la MCA Records con la quale pubblica il suo primo album omonimo. L'album non ebbe molto successo, motivo per il quale decidono di lasciare la MCA Records e di passare alla Decca Records.
Con questa nuova etichetta discografica, nel 1974 pubblicano il loro secondo album Mirage, nel quale Latimer dimostra di cavarsela al flauto. Neanche questo album riscosse successo in Inghilterra ma permise ai Camel di farsi notare nella costa ovest degli USA, portandoli ad un tour di 3 mesi da quella regione.
Nel 1975, composero un concept album strumentale, Music Inspired by The Snow Goose, tratto da un libro di Paul Gallico. Questo album permise ai Camel di essere maggiormente notati, ma non senza problemi. Gallico, infatti, oppositore del vizio del fumo, pensò che la band fosse collegata all'omonimo marchio di sigarette e minacciò di ricorrere ad azioni legali. I Camel decisero così di aggiungere il prefisso "Music Inspired by..." in copertina per evitare problemi legali. Il successo dell'album porta i Camel a fare un concerto 'tutto esaurito' nel prestigioso Royal Albert Hall di Londra, con la London Symphony Orchestra nell'ottobre 1975.
Nel 1976 pubblicarono l'album Moonmadness, che fu un notevole successo, ma anche l'ultimo album comprendente la formazione originale. Il batterista Andy Ward, infatti, spingeva per orientare la band verso uno stile più jazzistico e questa pressione portò all'uscita dal gruppo del bassista Doug Ferguson, nei primi mesi del 1977. Ferguson fu sostituito da Richard Sinclair, già bassista dei Caravan e degli Hatfield and the North. Nel frattempo, durante il tour di Moonmadness entrò a far parte del gruppo Mel Collins, che suonava il flauto e il sassofono, già nei King Crimson.
Con questa nuova formazione il gruppo pubblica gli album Rain Dances (1977) e Breathless (1978).
Durante il tour di Breathless anche Peter Bardens (altro membro fondatore) lascia il gruppo sostituito da due tastieristi: Dave Sinclair (cugino di Richard) e Jan Schelhaas, entrambi provenienti dai Caravan.
Al termine del tour i cugini Dave e Richard Sinclair abbandonano il gruppo, sostituiti da Kit Watkins, già leader degli statunitensi Happy The Man, e da Colin Bass. Questa nuova formazione dei Camel pubblica sempre nel 1979 I Can See Your House From Here, un album che causò un po' di problemi alla casa discografica a causa della sua copertina che mostra un astronauta crocifisso che guarda la terra e che fu giudicata di cattivo gusto.

### Gli anni '80
Gli anni '80 iniziano per i Camel con la pubblicazione nel 1981 di un nuovo concept album, Nude, che parla di un soldato giapponese trovato a combattere su un'isola molti anni dopo la fine della seconda guerra mondiale, non rendendosi conto che la guerra fosse già finita.
Attorno alla metà del 1981, dopo un breve tour successivo all'uscita di Nude, Andy Ward, batterista e membro fondatore del gruppo, si ritira per sempre dalla scena musicale a causa, ufficialmente, di una lesione alle mani in seguito a un incidente; recentemente lo stesso Ward ha ammesso che le lesioni ai polsi furono causate da un tentativo di suicidio.
In seguito a questa defezione i Camel si sciolsero.
Vincolati da un contratto con la Decca, l'anno seguente Andrew Latimer, rimasto solo, decide di registrare un nuovo album avvalendosi di session man e turnisti (tra cui Andy Dalby, Chris Rainbow, Stuart Tosh e David Paton). Esce dunque nel 1982 un album, ironicamente intitolato The Single Factor, disco un po' fuori dagli schemi perché non ha nulla (o quasi) di progressivo: con esso Latimer e la casa discografica puntavano a raggiungere la vetta delle classifiche.
Per il tour che segue l'album, Kit Watkins torna a suonare le tastiere con il gruppo.
In questo periodo inizia una battaglia legale con il loro primo manager per i diritti d'autore, battaglia che avrà bisogno di 5 anni per risolversi.
Alla fine del 1983 il gruppo torna in studio di nuovo trasformato: Watkins abbandona di nuovo sostituito dal tastierista olandese Ton Scherpenzeel, proveniente dai Kayak; Colin Bass rientra al basso affiancato da Paul Burgess, già batterista dei 10cc e dei Jethro Tull. La nuova formazione dà alle stampe nel 1984 l'album The Stationary Traveller. Nei concerti successivi all'album, Scherpenzeel fu affiancato alle tastiere da Richie Close, musicista tristemente famoso per essere morto alcuni anni dopo a causa della malattia del legionario.

### Gli anni '90
Latimer si spostò negli Stati Uniti nel 1990 dopo aver risolto la questione legale e ricomposto il gruppo dei Camel con Mickey Simmonds, Bass e Burgess. L'album Dust and Dreams fu pubblicato dalla Camel Productions, una casa discografica fondata dallo stesso Latimer.
Nel 1993 fu pubblicata la compilation Never Let Go.
Nel 1996 i rinati Camel pubblicarono Harbour of Tears (soprannome di un porto in Irlanda dal quale moltissimi irlandesi salparono diretti verso gli USA durante la terribile carestia delle patate).
Nel 1999 i Camel fecero un nuovo tour con Latimer accompagnato da Bass, Foss Patterson e Dave Stewart. Da quel tour è nato Coming of Age, un doppio album live.
Sempre nel 1999 Latimer, Stewart e Bass registrarono l'album Rajaz. Rajaz è una composizione spontanea ispirata dal ritmo dei passi del cammello, "per aiutare i viaggiatori stanchi a raggiungere la loro destinazione". Latimer fu colpito dall'idea che il ritmo del cammello avrebbe potuto aiutare la gente a raggiungere la fine del loro viaggio. È un disco costruito con sonorità orientali e con prevalenza di brani strumentali di ottima fattura.

### Gli anni 2000
Nel 2001 uscì un disco live registrato a Parigi, The Paris Collection, un disco formidabile dove i Camel ripropongono i loro pezzi migliori durante un'indimenticabile serata live.
Nel 2002 i Camel registrarono un album nuovo di zecca, A Nod and a Wink, pieno di novità musicali, con un'atmosfera dolce e fiabesca e che entra meritatamente a far parte dei migliori album targati Camel. Da segnalare "For Today", un pezzo commovente dedicato alle vittime dell'11 settembre 2001.
Nel 2003 i Camel hanno fatto un nuovo tour del quale è stato pubblicato, nel 2010, una versione DVD: The Opening Farewell, Live at the Catalyst.

### Gli anni 2010
Dopo una lunga malattia (superata) che ha colpito Andy Latimer i Camel tornano in scena con tour in Europa nel 2013 e nello stesso anno esce una rinnovata versione del loro più famoso album The Snow Goose, dedicata da Latimer all'ex tastierista Peter Bardens, morto nel 2002 di tumore. La band è formata per l'occasione da: Andrew Latimer (chitarra; flauto; tastiere); Guy LeBlanc (tastiere); Denis Clement (batteria); Colin Bass (basso).
Nel tour europeo del 2014 i Camel danno due concerti in Italia: Torino (20/03/2014) e Vicenza (21/03/2014).
Altro tour nel 2015 per Andy Latimer e la sua band in Europa dal 6 al 25 luglio.
Nel 2016 i Camel sono stati in tour in Giappone dal 18 al 22 maggio.
Nel 2023 i Camel hanno annullato un tour mondiale per motivi di salute di Andy Latimer.

## Discografia

### Album in studio
- 1973 - Camel
- 1974 - Mirage
- 1975 - Music Inspired by The Snow Goose
- 1976 - Moonmadness
- 1977 - Rain Dances
- 1978 - Breathless
- 1979 - I Can See Your House from Here
- 1981 - Nude
- 1982 - The Single Factor
- 1984 - Stationary Traveller
- 1991 - Dust and Dreams
- 1996 - Harbour of Tears
- 1999 - Rajaz
- 2002 - A Nod and a Wink

### Album dal vivo
- 1978 – A Live Record (live, diversi concerti del 1974, 1975, 1977)
- 1984 – Pressure Points: Live in Concert (live, 11 May 1984, Hammersmith Odeon, London, UK)
- 1992 – On the Road 1972 (live, data non specificata)
- 1993 – Never Let Go (live, 5 September 1992, Enschede, NL)
- 1994 – On the Road 1982 (live, Dutch radio, 13 June 1982, Congresgebouw, Den Haag, NL)
- 1997 – On the Road 1981 (live, BBC radio, 2 April 1981, Hammersmith Odeon, London, UK)
- 1998 – Coming of Age (live, 13 March 1997, Billboard, Los Angeles, USA)
- 2000 – Gods of Light '73-'75 (live, diversi concerti)
- 2001 – The Paris Collection (live, 30 September 2000, Bataclan-Club, Paris, France). Note: il CD riporta erroneamente il 30 ottobre.

### Raccolte
- 1981 - Chameleon - The Best Of Camel
- 1986 - A Compact Compilation
- 1986 - The Collection
- 1991 - Landscapes
- 1993 - Echoes
- 1997 - Camel - Master Series (25th Anniversary Compilation)
- 2001 - Lunar Sea

### Singoli
- 1973 - Curiosity
- 1975 - The Snow Goose
- 1976 - Another Night
- 1977 - Highways of the Sun
- 1980 - Remote Romance
- 1980 - Your Love is Stranger than Mine
- 1981 - Lies
- 1982 - No Easy Answer
- 1984 - Long Goodbyes
- 1984 - Cloak And Dagger Man

### DVD
- 2002 - Coming Of Age (live, 13.03.1997, Billboard, Los Angeles, USA)
- 2003 - Pressure Points (live,11.05.1984, Hammersmith Odeon, London, GB)
- 2003 - Curriculum Vitae
- 2004 - Footage
- 2005 - Footage II
- 2006 - Total Pressure (Live in Concert 1984)
- 2007 - Moondances (Live Hammersmith Odeon 1976 - Live Hippodrome London 1977 - Bonus Audio 1973-74)
- 2010 - The Opening Farewell (Live at the Catalyst 2003)
- 2014 - In From The Cold (Live at The Barbican 2013)
- 2019 - Live at The Royal Albert Hall

## Formazione

### Attuale
- Andrew Latimer - voce, chitarra, flauto (1971-presente)
- Peter Jones - tastiera (2016-presente)
- Colin Bass - basso, (1979-presente)
- Denis Clement - batteria (2000-presente)

### Ex componenti
- Doug Ferguson - basso (1971-1977)
- Peter Bardens - tastiere (1971-1978)
- Andy Ward - batteria (1971-1983)
- Richard Sinclair - basso (1977-1978)
- Mel Collins - sassofono, flauto (1977-1979)
- Jan Schelhaas - tastiere (1979-1981)
- Ton Scherpenzeel - tastiere (1984, 1991, 1999, 2003)
- Dave Stewart - batteria (1997-2000)
- Guy LeBlanc - tastiere (2000-2003)
- Chris Rainbow - voce, tastiere (1982-1984)
- Kit Watkins - tastiere, flauto (1979-1982)
- David Paton - basso (1982-1984)
- Paul Burgess - batteria, percussioni (1991-1993)
- Mickey Simmonds - tastiere (1991-1996)
- Foss Patterson - tastiera (1996-1999)
- Jason Hart - tastiera (2013-2016)
- Andy Dalby - chitarra (1982-1984)

### Turnisti
- Stuart Tosh - batteria (1982-1984)
- Tom Brislin - tastiera (2003-2004)